# Henri II de Leez
Henri II de Leez (en néerl. Hendrik van Leyen, en lat. Henricus), serait né avant 1120, mort à Pavie le 4 septembre 1164, fut prince-évêque de Liège de 1145 à 1164. Il rénova le palais des princes-évêques de Liège élevé par Notger. Il consacra le 26 avril 1164, l'antipape Pascal III. Il était Gibelins. Il fut nommé par l'empereur Frédéric Ier Barberousse podestat ou gouverneur de Milan en 1162. Il est l'auteur de nombreuses chartes.

## Biographie
Henri est probablement né à Grand-Leez, aujourd'hui commune de Gembloux, en Belgique. Il était peut-être le fils d'Henri Ier de Limbourg. Selon une autre théorie, il était le fils du comte Van de Leyen et de Hohengerolseck, et de Mechtilde, une descendante de la maison de Souabe.
Vers 1142, il devient prévôt du chapitre Saint Lambert à Liège. Il avait probablement été prévôt du chapitre de Notre-Dame à Maastricht pendant un certain temps.
Le 13 mai 1145, il devient prince-évêque de Liège, fonction qu'il occupe jusqu'à sa mort en 1164. Il mena une politique au service de l'empereur du Saint-empire. Henri était un partisan de la deuxième croisade (1147-1149) et a partagé l'échec de cette entreprise. En 1151, il était présent à Cologne à l'élection d'Arnold II van Wied (nl) comme archevêque de Cologne. La même année, il assiste à la consécration solennelle de l'église Saint-Clément construite par Arnold à Bonn-Schwarzrheindorf. Le 9 mars 1152, il assiste Arnold à Aix-la-Chapelle lors du couronnement de Frédéric Barberousse en tant que roi romain. Henri accompagna Barberousse à Rome et y assista l'archevêque de Cologne lors du couronnement impérial de Frédéric Barberousse (1155). En guise de remerciement, Henri a obtenu de nombreuses terres pour son diocèse.
En 1164, il accompagna à nouveau l'empereur lors d'une campagne en Italie, soutenant celui-ci dans ses conflits avec les papes Adrien IV et Alexandre III. En avril de la même année, à la demande de l'empereur, il consacre à Lucques l'antipape Pascal III. En 1162, il régna plusieurs mois sur Milan au nom de l'empereur. Henri était manifestement absent de son diocèse ces années-là. Henri mourut à Pavie en 1164.

## Héritage
De 1146 à 1164 Henri fait rénover l'église Saint Lambert à Bechtheim (près de Worms). En 1154, Henri aurait acquis le château de Born.
Vers 1155, il construisit une nouvelle halle aux draps à Tongres près de l'ancienne cathédrale, la Sint-Nicolaaskerk. Il y fit également reconstruire la résidence épiscopale (démolie en 1459 pour la construction de la halle aux blés). Les résidences épiscopales ont également été rénovées à Liège même et à Huy. Henri fait construire le château de Franchimont sur une terre nouvellement acquise.
Selon la tradition, c'est Henri qui fonda la première tribune liégeoise, qui fut suivie au cours des siècles suivants dans toutes les Bonnes Cités de la Principauté.